# ژلزیارنه
ژلزیارنه (به انگلیسی: Železiarne) شرکت فولاد در اسلواکی است، که در سال ۱۸۴۰ تأسیس شد.